# Halisaurus

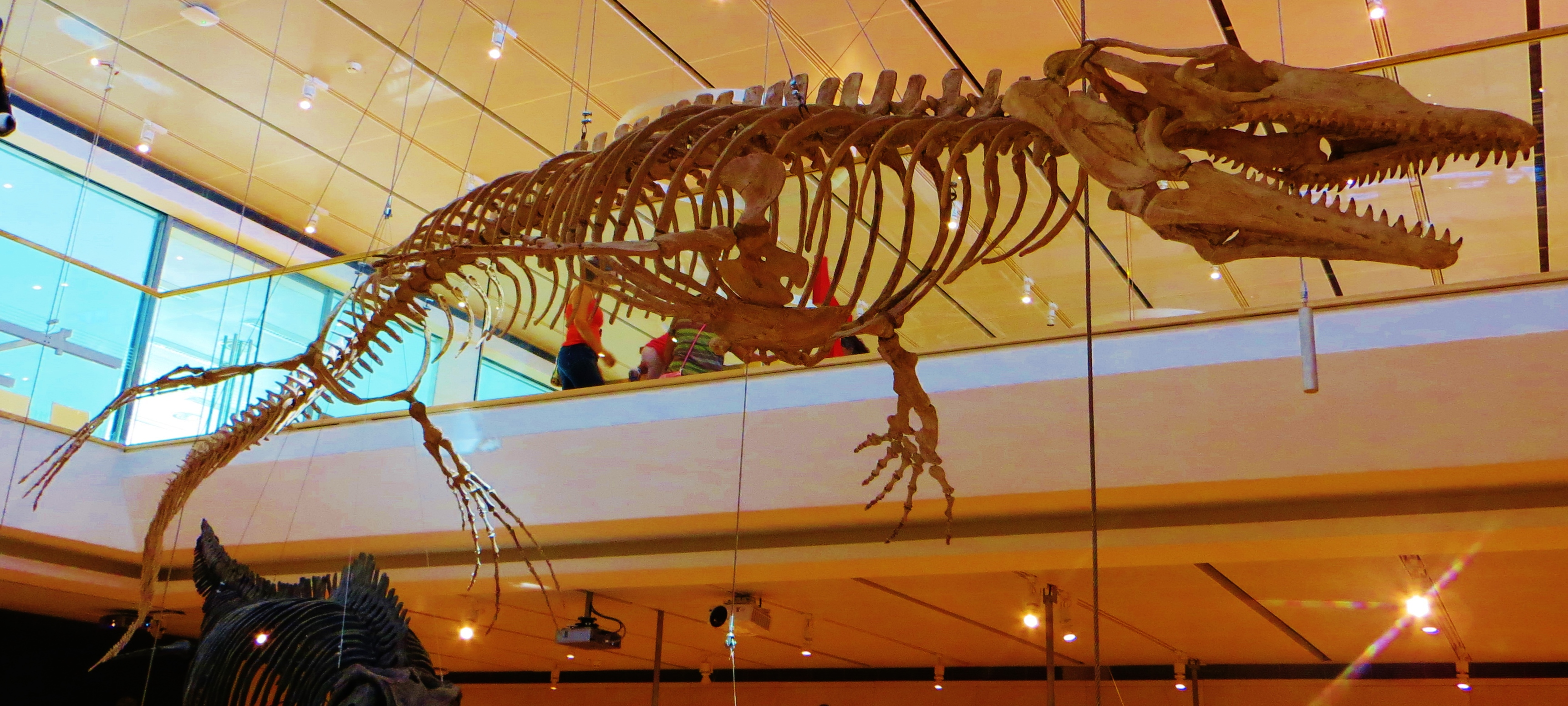
Esqueleto de H. arambourgi.

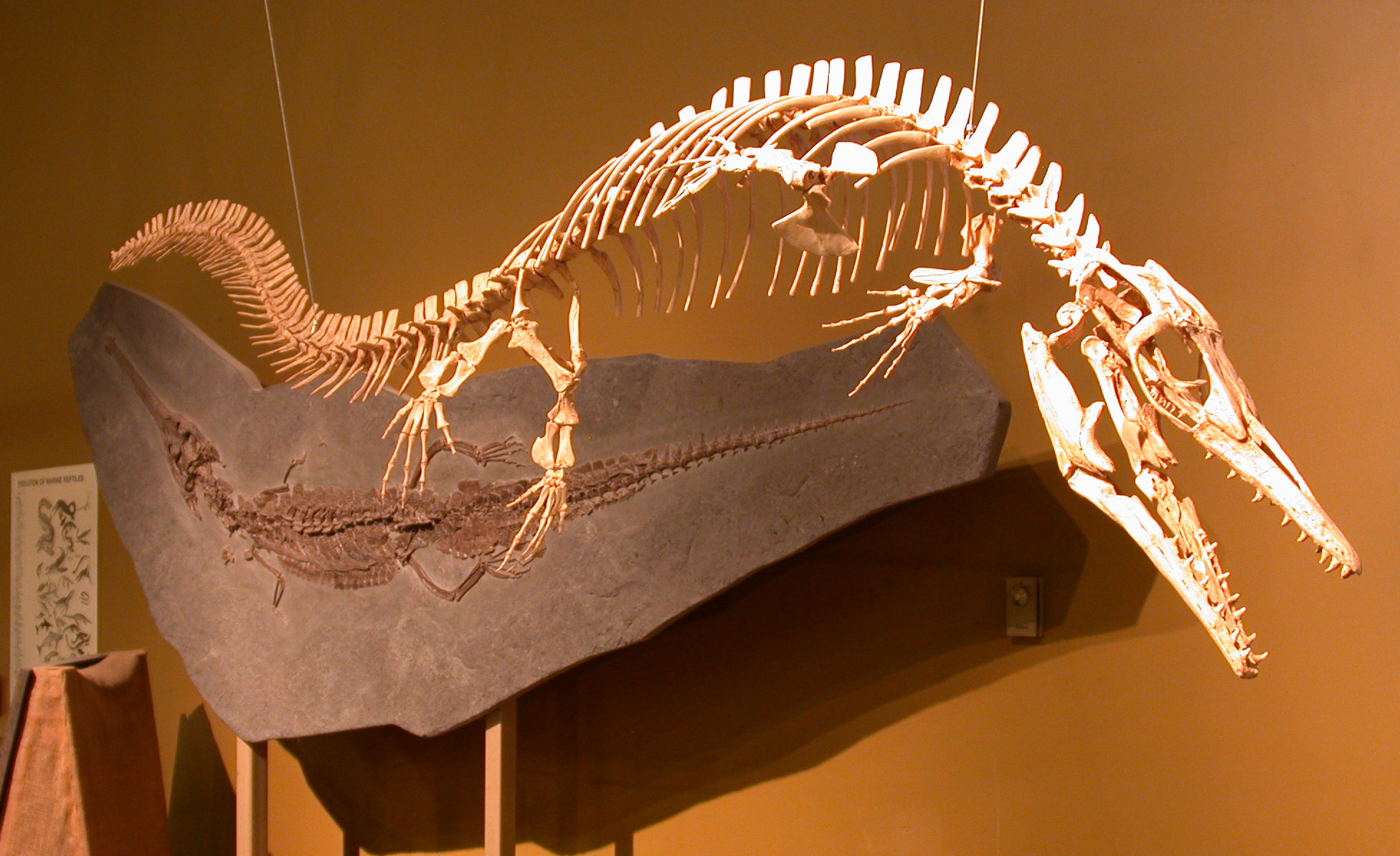
Esqueleto en Thermopolis.

Halisaurus (“lagarto del océano”) es un género extinto de lagarto marino que pertenece a la familia Mosasauridae. Con una longitud de 3-4 m (10-13 pies) era pequeño comparado con la mayoría de los otros mosasaurios.

## En la cultura popular
Halisaurus tiene una breve aparición en el programa de la BBC, Sea Monsters, un especial de Caminando entre Dinosaurios. El programa sugirió que Halisaurus se ocultaba en las cuevas subacuáticas donde esperaba para atacar pequeños animales (como el Hesperornis).